# Hadamardova nerovnost
Hadamardova nerovnost je označení pro matematickou nerovnost poprvé zveřejněnou Jacquesem Hadamardem v 1893 a vymezující maximální možnou hodnotu determinantu matice složené z komplexních vektorů. V případě reálných čísel ji je možné v n-rozměrném eukleidovském prostoru interpretovat jako horní mez maximálního možného objemu rovnoběžnostěnu vymezeného n vektory {\displaystyle v_{i}} vzhledem k jejich délkám {\displaystyle ||v_{i}||}.
Hadamardova nerovnost říká, že pokud je V matice se sloupci {\displaystyle v_{i}}, pak
{\displaystyle |\det(V)|\leq \prod _{i=1}^{n}\|v_{i}\|,}
a rovnosti je dosaženo pouze v těch případech, kdy jsou na sebe vektory kolmé a nebo je některý ze sloupců roven nulovému vektoru.

## Důsledky
Jedním z důsledků je, že pokud jsou prvky čtvercové matice {\displaystyle V} řádu {\displaystyle n} menší nebo rovny mezi {\displaystyle B}, tedy {\displaystyle |V_{ij}|\leq B} pro všechna {\displaystyle i,j}, pak
{\displaystyle |\det(V)|\leq B^{n}n^{n/2}.}
Jsou-li speciálně prvky matice rovny jen +1 a −1, pak
{\displaystyle |\det(V)|\leq n^{n/2}.}
Matice, pro které v tomto případě platí rovnost, se nazývají Hadamardovy matice.